# Friend of a Friend (пісня Lake Malawi)
«Friend of a Friend» (укр. Друг друга) — пісня чеського гурту Lake Malawi, яка після перемоги на національному відборі Чехії, що відбувся 28 січня 2019 року, отримала право представляти свою країну на Євробаченні 2019 року в Тель-Авіві, Ізраїль. Сингл «Friend of a Friend» приніс Чехії 11 місце у фіналі, що стало другим кращим результатом країни на конкурсі після Міколаша Йозефа.

## Пісенний конкурс Євробачення

### Відбір— Eurovision Song CZ
Пісня була відібрана преставляти свою країну на пісенному конкурсі Євробачення 2019, після того, як Lake Malawi перемогли на Eurovision Song CZ, національному відбірковому процесі, організованому Česká televize для відбору заявки Чехії на конкурс.
Чеський відбір відбувся повністю в онлайн-режимі. Шанувальники могли голосувати за свою улюблену пісню через додаток. Голоси, які надійшли з Чеської Республіки, були об'єднані з результатами міжнародного журі. Міжнародне журі складалося з попередніх учасників Євробачення. Міжнародні шанувальники також могли голосувати в додатку, і їхні результати зараховувалися як від членів міжнародного журі.

### На Євробаченні
28 січня 2019 року було проведено спеціальне жеребкування, який розподілило кожну країну в один із двох півфіналів, а також визначило, в якій половині шоу вони виступатимуть. Чехія потрапила до першого півфіналу, який відбувся 14 травня 2019 року, і виступила в першій половині шоу під 6 номером. Пісня «Friend of a Friend» принесла країні 242 бали з першим місцем від журі та загальне друге місце у півфіналі, що дозволило Lake Malawi кваліфікуватися до гранд-фіналу.
У фіналі конкурсу гурт опинився на 11-му місці з 157 балами — 150 від журі та 7 від телеголосування.